# Substitutionstabelle

TAPIR Substitutionstabelle des MfS / NVA

Eine Substitutionstabelle ordnet in der Kryptographie Buchstaben oder Buchstabengruppen bestimmte Zeichen (Buchstaben, Zahlen, Sonderzeichen) oder Zeichengruppen zu. Zum Verschlüsseln ersetzt (substituiert) man Buchstaben im Klartext durch die zugeordneten Zeichen.
Ordnet man den Buchstaben durchgängig Zahlen zu, können diese mit Hilfe mathematischer Operationen in andere Werte umgerechnet werden. Beim Entschlüsseln werden dann im letzten Schritt Substitutionstabellen angewandt, um Zahlen wieder in Buchstaben zu überführen.
Ein Beispiel für ein Verschlüsselungsverfahren, welches Substitutionstabellen benötigt, ist das OTP-Verfahren (One-Time-Pad, Einmalverschlüsselung).
Als Substitutionstabellen sind bei verschiedenen Geheimdiensten unterschiedliche sprachspezifische Tabellen in Gebrauch, welche die Häufigkeit der vorkommenden Buchstaben in einer Sprache berücksichtigen.
Als Beispiel wird im Bild eine Substitutionstabelle des MfS oder der NVA der Deutschen Demokratischen Republik gezeigt. Die Buchstaben A und E werden in der deutschen Sprache recht häufig verwendet, weswegen diese ganz vorne in der Tabelle stehen.
Diese Tabelle wurde in der NVA und dem MfS der DDR für die Chiffrierverfahren KORALLE, KOBRA und PYTHON genutzt. Agenten brauchten diese Tabellen und ihre OTPs, um Nachrichten der Zahlensender an sie zu dekodieren.